# Aleko

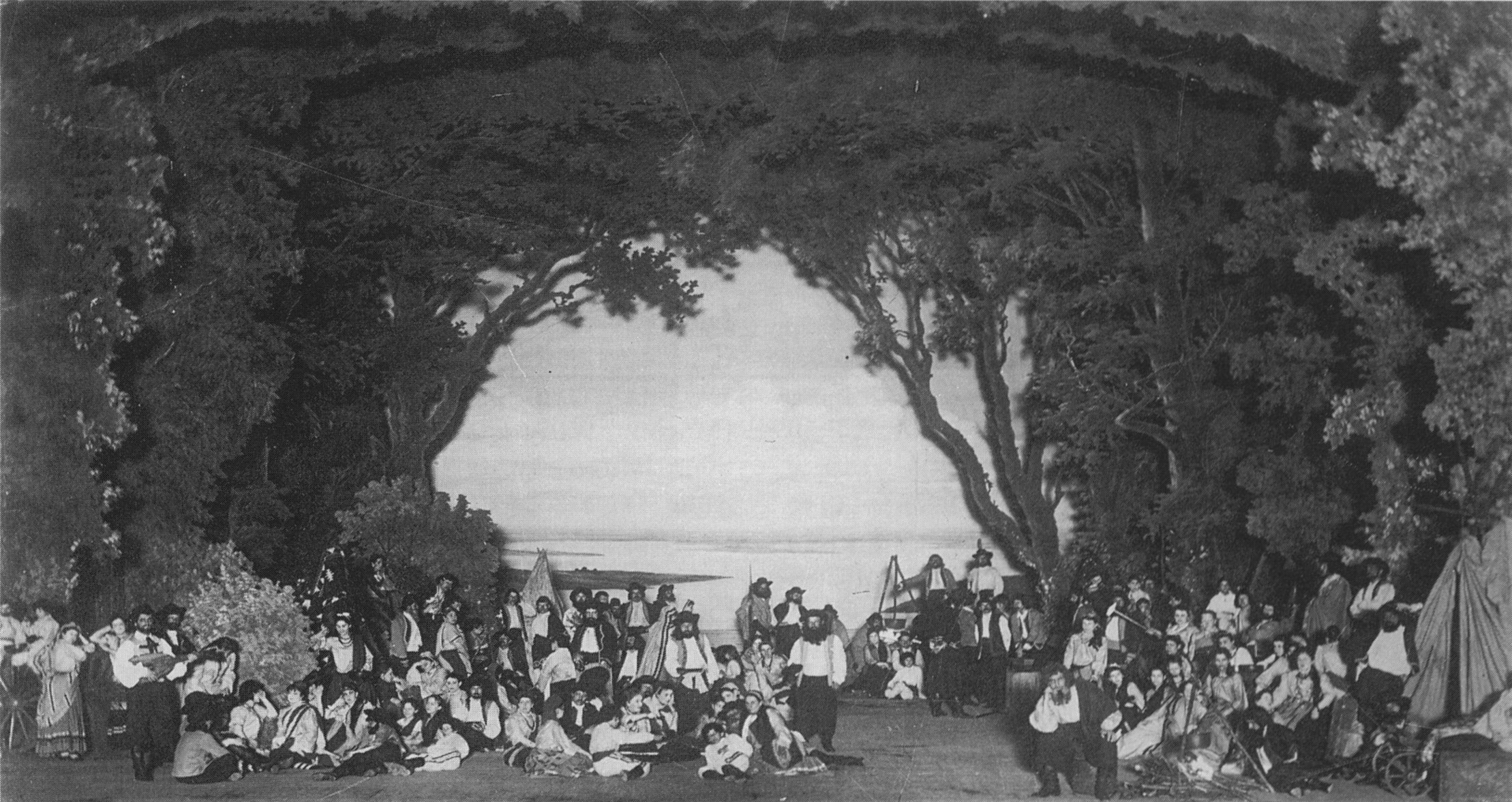
Sergei Rachmaninoff - Aleko - picture of the first performance, 1893

Aleko é a primeira das três óperas completas de Sergei Rachmaninoff. O libreto foi escrito pelo russo Vladimir Nemirovich-Danchenko e é uma adaptação do poema Os Ciganos de Alexander Pushkin. A ópera foi escrita em 1892 como um trabalho na graduação Conservatório de Moscovo.
| Papel                         | Voz       | Moscovo estreia cast 9 maio 1893 (maestro: Ippolit Al'tani) | Kiev estreia cast 18 outubro 1893 (maestro: Rachmaninoff) | St. Petersburg estreia cast 27 maio 1899 (maestro: Rachmaninoff) |
| ----------------------------- | --------- | ----------------------------------------------------------- | --------------------------------------------------------- | ---------------------------------------------------------------- |
| Aleko                         | barítono  | Bogomir Korsov                                              | Bobrov                                                    | Feodor Chaliapin                                                 |
| Young Gypsy                   | tenor     | Lev Klementyev                                              | Borisenko                                                 | Ivan Yershov                                                     |
| Zemfira                       | soprano   | Mariya Deysha-Sionitskaya                                   | Eigen                                                     | Mariya Deysha-Sionitskaya                                        |
| An old man, Zemfira's father  | bass      | Stepan Vlasov                                               | Levitsky                                                  | Frey                                                             |
| Gypsy woman                   | contralto | Shubina                                                     | Tomskaya                                                  |                                                                  |
| Coros, papel sem voz: Ciganos |           |                                                             |                                                           |                                                                  |